# Brachystele oxyanthos
Brachystele oxyanthos är en orkidéart som beskrevs av Dariusz Lucjan Szlachetko. Brachystele oxyanthos ingår i släktet Brachystele och familjen orkidéer. Inga underarter finns listade i Catalogue of Life.